# Clase Sampson
La clase Sampson fue una serie de seis destructores que sirvieron en la Armada de los Estados Unidos durante la Primera Guerra Mundial.

## Historial
Fueron asignados entre 1916 y 1917, los buques de la clase, eran una ligera modificación de las clases O'Brien y Tucker, con el añadido de 2 cañones de 1 libra antiaéreos, el primer ejemplo de armamento antiaéreo específico para un destructor estadounidense, y de 4 montajes triples de  tubos lanzatorpedos de 533 mm. 
Durante la Primera Guerra Mundial, realizaron tareas de patrulla y escolta de convoyes a Europa.
Tres de los buques de la clase Sampson sirvieron tras la Primera Guerra Mundial en la Guardia Costera de Estados Unidos como parte de las Rum Patrol; las patrullas que luchaban por evitar el contrabando de alcohol durante la ley seca, mientras otros dos miembros de la clase, fueron retirados y desguazados en 1934, debido a la reducción de efectivos propugnada por el Tratado naval de Washington.
El USS Allen sobrevivió hasta la década de 1940, y prestó servicio en la Segunda Guerra Mundial como buque escuela. Tras la finalización de la contienda, fue dado de baja y desguazado

## Buques de la clase
- USS Sampson (DD-63) (1916-1936)
- USS Rowan (DD-64) (1916-1939)
- USS Davis (DD-65) (1916-1934)
- USS Allen (DD-66) (1917-1946)
- USS Wilkes (DD-67) (1916-1934)
- USS Shaw (DD-68) (1917-1934)